# Ko Jeong-woon
Ko Jeong-Woon (Wanju, 27 juni 1966) is een voormalig Zuid-Koreaans voetballer.

## Carrière
Ko Jeong-Woon speelde tussen 1989 en 2001 voor Ilhwa Chunma / Cheonan Ilhwa Chunma, Cerezo Osaka en Pohang Steelers.

## Zuid-Koreaans voetbalelftal
Ko Jeong-Woon debuteerde in 1989 in het Zuid-Koreaans nationaal elftal en speelde 77 interlands, waarin hij 10 keer scoorde.